# آرثر فير
آرثر فير (بالإنجليزية: Arthur Fehr)‏ هو مهندس معماري أمريكي، ولد في 19 نوفمبر 1904، وتوفي في 23 يناير 1969.